# کارناوال میراکل
کارناوال میراکل (به انگلیسی: Carnival Miracle) یک کشتی است که طول آن ۹۶۳ فوت (۲۹۴ متر) می‌باشد. این کشتی در سال ۲۰۰۴ ساخته شد.